# Životní pojištění
Životní pojištění je taková pojistná smlouva mezi pojistníkem (klientem) a pojistitelem (pojišťovnou), ve které se pojistitel zavazuje zaplatit určenou peněžní částku pojištěné osobě v případě jejího dožití a obmyšlené osobě v případě smrti pojištěné osoby. Součástí životního pojištění mohou být připojištění jako pojištění pracovní neschopnosti, doby nezbytného léčení úrazu, trvalé následky úrazu, za hospitalizace, v případě invalidity 1., 2. nebo 3. stupně, závažných onemocnění a dalších připojištění. Pojištěný platí za tuto smlouvu v pravidelných dohodnutých intervalech pojistné.

## Historie
Životní pojištění a pojišťovnictví má ve světě dlouholetou tradici. Počátky pojišťovnictví pochází již ze starověkého Egypta kolem roku 2500 před n. l. Kameníci již tehdy hradili společně náklady na pohřeb svého člena. O 500 let později existovalo v Babylonii pojištění karavan o vzájemném krytí ztrát. Tehdy se zrodila myšlenka vzájemnosti a společného sdílení rizika.
Nejstarší dochovaná smlouva z oblasti životního pojištění je datovaná k roku 1308 a byla uzavřena mezi opatem kláštera sv. Vavřince v Paříži a arcibiskupem kolínským. Za jednorázové pojistné 2400 Limů získal opat doživotně vyplácený důchod 400 Limů. Nejspíš to však nebylo zcela zákonné. Tehdy stále platil církevní zákaz spojeným s půjčováním peněz a úrok.
Nejstarší pojišťovna na světě vznikla až o téměř 400 let později. Bylo to ve Velké Británii a jmenovala se Hand in Hand Fire and Life Insurance Society. Psal se tehdy rok 1696. Tato pojišťovna je dnes součástí skupiny Aviva.
První pojišťovnou na území tehdejší Koruny české byla Pojišťovna proti škodám z ohně na polních zásobách, nábytku, nářadí a dobytku. Vznikla v roce 1777 v Brandýse nad Labem. Životní pojištění na území Koruny české ale nejprve přinesly rakouské pojišťovny na počátku 19. století, ale již od jeho druhé poloviny nastal rozmach i mezi českými pojišťovnami. Životní pojištění se zde začalo pomalu rozšiřovat.
Rok 1827 byl datem založení První české vzájemné pojišťovny se sídlem v Praze ve Spálené ulici. Ještě tentýž rok ji následovala Česká vzájemná životní pojišťovna a o dva roky později Moravsko-slezská vzájemná pojišťovna v Brně. V porovnání se stavebním spořením, jehož první pojišťovna byla založena v moderním slova smyslu až roku 1923 jako Spolek přátel města Wüstenrot, je tedy životní pojištění mnohem staršího data.

## Životní pojištění v Česku
Smlouvy o životním pojištění před 1. lednem 2005 upravoval občanský zákoník, smlouvy s platností od 1. ledna 2005 do 31. prosince 2013 jsou upraveny zejména zákonem č. 37/2004 Sb., o pojistné smlouvě. Smlouvy s platností od 1. ledna 2014 se řídí opět občanským zákoníkem (zákon číslo 89/2012 Sb.).

### Druhy životních pojištění
Na trhu existuje velká nabídka životních pojištění, které se liší různou pojistnou ochranou a mírou flexibility, tj. schopností vyhovět individuálním požadavkům klienta. Životní pojištění se obvykle dělí na ta bez rezervotvorné složky (např. rizikové) a na ta s rezervotvornou složkou (kapitálové, investiční atd.). Smyslem pojištění však není vytvářet rezervy, ale finančně zajistit klienta proti následkům zhoršení zdravotního stavu z důvodu úrazu nebo nemoci, případně zajistit jeho rodinu a závazky v případě úmrtí pojištěnce. Pojištění má také význam v případě žádosti o hypotéku. Může dopomoci ke schválení úvěru nebo k získání nižší úrokové sazby a ulehčí splácení v případě nečekané životní události.

#### Životní pojištění bez rezervotvorné složky
Cílem tohoto pojištění je pouze finančně zabezpečit klienta i osoby blízké v případě zhoršení jeho zdravotního stavu nebo jeho smrti. Tento druh pojištění je vhodný pro živitele rodiny. Součástí této pojistky není žádná rezervotvorná složka. Klient, popřípadě osoba blízká, získá peníze jen tehdy, pokud se uskuteční pojistná událost. Na toto pojištění se nevztahují žádné daňové úlevy a ani na něj nemůže přispívat zaměstnavatel. Patří sem rizikové životní pojištění, úvěrové životní pojištění nebo úrazové pojištění.

#### Životní pojištění s rezervotvornou složkou
Na rozdíl od předchozího druhu pojištění neslouží platba pojistného pouze na krytí poplatků za sjednaná rizika, ale i k vytváření finanční rezervy. Klient obvykle získá peníze i v případě, že se žádná pojistná událost neuskuteční, a on se „dožije“ konce smlouvy. Tyto kombinované produkty jsou zpravidla velmi netransparentní a mají velmi nízké výnosy, v reálné hodnotě mnohdy i záporné. Jejich výhoda však je v tom, že je lze za jistých podmínek odečíst z daní. Po několika letech placení pojištění lze vybrat část naspořených finančních prostředků v podobě tzv. odkupného, avšak pouze v případě udělení souhlasu pojišťovnou.
Do této skupiny patří:
Kapitálové životní pojištění – Finanční rezerva je zhodnocována technickou úrokovou mírou minus poplatky produktu, mohou být připisovány podíly na výnosech. Investiční riziko přebírá pojišťovna, která investuje podle vámi vybrané investiční strategie, která během trvání nesmí být pozměněna.
Investiční životní pojištění – Finanční rezervy jsou investovány do podílových fondů, výnos záleží na vývoji na finančních trzích. Toto riziko je kompenzováno možností, že na toto pojištění může přispět i zaměstnavatel. Svůj příspěvek si může odečíst z daní. 
Důchodové pojištění – Je to v podstatě jen marketingový název pro kapitálové životní pojištění.

### Výhody životního pojištění
Finanční krytí při úrazu, smrti, trvalých následků, hospitalizace, vážných onemocnění či invaliditě, vztahuje se i na dítě.

### Nevýhody životního pojištění
- Poplatková struktura produktu není vhodná pro vytváření rezerv v pojištění[7]
- Složité pojistné podmínky, výluky
- Čekací doba pro vyplacení

### Životní pojištění a daně
Životní pojištění je podporováno státem, který umožňuje daňové úlevy, které se týkají zaplaceného pojistného při splnění podmínek stanovených zákonem. Zákon o daních z příjmů umožňuje odepisovat ze základu daně z příjmů příspěvek na životní pojištění, když maximální odečitatelná částka činí 12 000 Kč ročně. Při uzavření více pojistných smluv platí stále částka dvanáct tisíc. Při odpočtu 12 000 Kč činí roční úspora 1800 Kč. Od ledna 2017 platí větší daňové výhody. Pokud mají lidé správně nastavenou smlouvu, budou si moci snížit daňový základ až o 24 tisíc korun. Smlouva musí být sjednána na minimálně 5 let a minimálně do 60 let věku. Obsahuje-li pojištění pevnou částku pro případ dožití, musí být její minimální výše 40 000 Kč pro smlouvy na 5–15 let a 70 000 Kč pro smlouvy nad 15 let. Dále musí být pojištěná osoba plátcem pojištění a plátcem daně z příjmu. Pozor, pokud dojde k předčasnému ukončení smlouvy před 60 rokem věku, je nutné všechny uplatněné úlevy zpětně dodanit a vrátit tak státu.

### Typické součásti životního pojištění
Životní pojištění zahrnuje několik produktů, které pojištěnému pomáhají v různých životních situacích. Klient si sám určí, které produkty do životního pojištění zahrne a jakou pojistnou částku u každého z nich nastaví.
Mezi typické součásti životního pojištění patří:
- Pojištění pro případ úmrtí – v případě smrti pojištěného vyplatí pojišťovna smluvenou částku obmyšlené osobě či osobám, typicky to bývá partner/partnerka nebo potomci.
- Pojištění pro případ invalidity – pojišťovna klientovi vyplatí sjednanou částku v případě, že má státem uznanou invaliditu. Při sjednání smlouvy klient stanoví nejen pojistnou částku, ale také to, kterých stupňů invalidity se má pojištění týkat.
- Pojištění pro případ trvalých následků úrazu – pokud má pojištěný po úrazu trvalé následky, pojišťovna mu vyplatí pojistné plnění. Jeho výše se odvíjí od pojistné částky a oceňovacích tabulek dané pojišťovny, ve kterých jsou bodově ohodnocené konkrétní typy úrazů. Na výplatu pojistného plnění má pojištěný obvykle nárok nejdříve 1 rok po úrazu.
- Pojištění pro případ závažných onemocnění – pokud má pojištěný diagnostikované závažné onemocnění, na které se vztahuje jeho pojistka, pojišťovna mu vyplatí sjednané plnění. Každá pojišťovna má vlastní seznam chorob, proti kterým se lze pojistit.
- Pojištění pro případ pracovní neschopnosti – zajišťuje pojištěnému vyplácení denní dávky v případě delší pracovní neschopnosti. Obvykle lze pojistku uplatnit až od 29. dne pracovní neschopnosti, některé pojišťovny však umožňují zkrátit tuto dobu na 15 dní.
- Denní odškodné úrazů – pojišťovna vyplácí denní odškodné za každý den léčby úrazu. Zároveň stanovuje minimální i maximální dobu léčby, při které má pojištěný na výplatu pojistného plnění nárok.
- Pojištění pro případ hospitalizace – pojištěný získá denní dávku za každý den hospitalizace. Pojišťovna opět stanovuje minimální a maximální dobu hospitalizace, za kterou vyplácí pojistné plnění

### Ukončení pojistné smlouvy
Smlouvu lze vypovědět bez udání důvodu a to písemnou formou. Výpověď pojistné smlouvy se řídí příslušnými paragrafy občanského zákoníku nebo zákona o pojistné smlouvě, záleží na tom, kdy pojistná smlouva začala platit. Standardní výpovědní lhůta je 6 týdnů, smlouva pak zanikne k nejbližšímu výročí, buď měsíčnímu nebo ročnímu, záleží na pojistných podmínkách. Pojistnou smlouvu lze ukončit i dohodou, pokud na to pojišťovna přistoupí. Případně může pojistná smlouva zaniknout pro neplacení pojistného. V tomto případě má pojišťovna nárok na pojistné do data zániku pojistné smlouvy.